# 1999 GRAND CROSS TOUR
『1999 GRAND CROSS TOUR』（いちきゅうきゅうきゅう グランド・クロス・ツアー）は、日本のロックバンド、L'Arc〜en〜Cielが1999年に開催したコンサートツアー。この項では、ライブビデオ『1999 GRAND CROSS CONCLUSION』についても併せて解説する。

## 概要
L'Arc〜en〜Cielが1999年7月に発表した6枚目のアルバム『ark』・7枚目のアルバム『ray』を引っ提げ、同年7月17日から同年8月22日にかけて全国6都市で12公演を開催したライブツアー。L'Arc〜en〜Cielでは初めて野外会場のみで構成されたツアーとなった。
ツアータイトルに含めた「GRAND CROSS」は、西洋占星術のグループ・アスペクトの1つで、凶座相を意味する「グランドクロス」から取られている。このグランドクロスは、1999年8月に実際に起こった「太陽系の惑星が地球を中心に十字に並ぶ天体現象（惑星直列の一種）」であり、当時流行していた『ノストラダムスの大予言』に代表されるような「世紀末不安」と重なり、不吉の前兆を意味する用語とされていた。ちなみにアルバム『ark』『ray』は、『ノストラダムス大予言』における「恐怖の大王が襲来する日」に合わせ発売されており、リリースプロモーションで＜ノストラダムス大予言の日にアルバム2枚同時リリース!＞という宣伝文句が使われていた。なお、hydeはこのライブツアーで、ツアータイトルを表現した"十字状のマイクスタンド"を携えてパフォーマンスを行っている。
公演会場に選ばれた箇所はメンバーとスタッフの「誰もコンサートをやっていないところで開催する」というテーマを踏まえ、既存のスタジアム（屋外競技場）を基本的に用いず、駐車場や広場などに特設ステージを設置（北海道公演は真駒内屋外競技場で開催）。その結果として、全12公演で約65万人を動員するバンド史上最大規模のツアーとなった。
ただ、利用用途としてコンサートが想定外の場所が多く、ほぼ全ての会場で基盤整備を行う必要があったとされ、バンドの所属事務所の代表を務める大石征裕は、2014年のインタビューでこのツアーを振り返り「全部地ならししなきゃいけないんですよ。砂利を引かなきゃいけなかったりとか」と述べている。大阪公演で使用した大阪コスモスクエアの駐車場では、現状のままだと観客を入れることができないという理由から、大阪湾の埋め立て工事も実施されている。余談だが、福岡公演が行われた場所は現在、マリノアシティ福岡の駐車場になったほか、名古屋公演が行われたポートメッセなごやの駐車場はレゴランド・ジャパンとして再開発され、東京公演が行われた東京ビッグサイトの駐車場では東京都道304号日比谷豊洲埠頭東雲町線（晴海通り）が延伸している。
また、単発の公演ではなく全国各地を回った影響から、設営の日程がタイトで苦労が多かったという。L'Arc〜en〜Cielのライブ制作の統括を長年担当していた近藤琢哉は、2006年に公開されたインタビュー映像において「まず、『墨出しスリー』ってのがいて。舞台監督の益子さんと、舞台装置の木下さんと、あともう1人、当時バックステージで僕と一緒に制作をしていた宮岸って奴がいるんですけど。その3人が月曜日の朝一に会場入りするんですね。そこで……墨出しっていうのは、"どこに舞台を設置するのか"っていうのを測量するんですね。それはまあ大概、あらかじめだいたい決まってるんですけど、"じゃあステージを設置する"っつってもそこが平らじゃないことがあるんですよ、傾斜がついてると。そうするとステージを設置する部分を水平になるように削ったりとかするのが月曜の朝から、測量とかそういうのをやってて。月曜の昼からもう土台の設置が始まるんですね。で、僕とかは火曜日の朝に会場に着く人で、で、ずっと組んでいって、土台が出来て、"さぁ照明が吊れますよ"って状態になるのが水曜日ぐらいで。水曜日に照明さんが来て。とにかく水曜に人が一番いっぱい来て、ちゃんと設置を始めて。照明だ、PAだ、なんだかんだと、コンサート会場のようなかたちになるのが木曜日の夜、みたいな。で、金曜になるとメンバーがやって来て、リハーサルやって。土・日と本番やって。ずっと後バラしを夜通しやって。で、さっきの『墨出しスリー』はバラし終わんないけど、次の会場に朝一番に行かなきゃいけないんで、バラしも途中に出ていくと。で、ずっとバラして、日曜日もずっとバラして。月曜日の夜にバラしが終わるんですけど、そうすると僕も次の会場に行くと…いうようなのをずーっとやってました」「とにかく桁外れなんですよ、装置もそうだし大掛かり具合とかそういうのが。これを"やりたい"と言い出すやつがいて、"でも、それは出来ません、こうこうこういう理由で無理です"と言ってしまうのも簡単なんですけど、"いや、これなんとか出来たらすごいかもしんないな"と。で、"じゃあどうすれば出来んだ"と話が動いていって。結局、だから要するにそういうことを発想するメンバーがすごいんじゃないですか、多分。で、その話を真に受けて、"出来るようにするにはどうすりゃいいんだ"って考える俺たちがバカなのか、なんなのか、みたいなとこなんじゃないかと思います」「日本人のロック・アーティストで、あんなことをしようとする人もいないでしょうし、出来る人もそんなにはいないような気がするんですよ、結果。バカバカし過ぎてやらないとかもそうだし」とこのツアーを述懐している。結果、莫大な費用が掛かるツアーとなり、興行収益は大赤字だったという。こういった事情もあり、大石曰く、当時のソニー・ミュージックエンタテインメントで社長を務めていた丸山茂雄に「だから土木はやめろ」と言われたという。
ステージセットはメインステージとサブステージの2つが設けられ、ステージセットを運搬するため100台を超える数のツアートラックが用意されたという。メインステージは全て仮設ながら横幅が170mにおよび、ステージの中央部にはアルミニウム製の籠状の巨大球体装置が設置された。この球体装置は川崎重工業が製作したもので、開閉式の前面ゲート部は「空気の供給によって動作する」という仕組みになっている。また、この球体装置は、当初ただの球体だったが、「宇宙船」をイメージし、コックピットやアーチ形状の舞台装置が追加されることになった。さらに、メインステージには炎を出す演出・特効装置が複数台設置されている。なお、この特効装置は、当時日本にあった装置では一番遠くの観客に炎の演出が見えないという理由で、ラスベガスの業者から取り寄せられたという。また、メインステージからサブステージへの移動は「HEAVEN'S DRIVE号」と呼ばれる改造車が用いられたが、東京公演のみ許可が下りず、花道まで徒歩移動になった。
セットリストは、各会場の公演の1日目に『ark』の収録曲、2日目にアルバム『ray』の収録曲を中心に構成したものとなった。また、演出面でも1日目公演と2日目公演で細かい差違があり、2日目公演に限り、最初のメンバー登場がポップアップを使用したものになっている。
なお、1999年8月21日・22日に行われたツアー最終公演となる東京ビッグサイト 駐車場特設ステージ公演では、自己最多動員数の12万5千人（両日25万人）を動員している。さらに、同年8月21日の東京公演はViewsic（現: MUSIC ON! TV）で生中継されている。そして翌日の8月22日公演では、スターTV・香港が最初に立ち上げた中国およびアジアの有料テレビ音楽ネットワーク、channel Vで、自身初のアジア各国におけるコンサートの同時生放送が行われ、各国合計の視聴者数は約1億人を記録した。余談だが、この東京公演の開演前には、「L'Arc〜en〜Cielのコピーバンド企画」が実施されており、企画応募者によるカバーが披露されている。なお、後にKi/oon Musicの代表を務めることになる石川将人もこの企画に応募しており、コピーバンドの一員として参加している。
本ツアーの模様は、1999年12月1日に発売されたライブビデオ『1999 GRAND CROSS CONCLUSION』に東京公演の2日目の模様が収められている。また、2007年4月4日に発売された『FIVE LIVE ARCHIVES』に東京公演の初日の模様、2011年4月6日に発売された『FIVE LIVE ARCHIVES 2』に大阪公演の初日の模様が収録されている。なお、2021年7月16日には、同年に開局30周年を迎えたテレビ局、WOWOWとバンドのコラボレーション企画「WOWOW×L'Arc〜en〜Ciel 30th L'Anniversary Special Collaboration」の一環として、東京公演の2日目の模様がWOWOWで放送されている。
後年hydeは、L'Arc〜en〜Cielとして最大規模となったこのツアーを振り返り「どこの会場もそうだったんだけど、地平線がね、人の海だったんですよ。あれはもう、今でも忘れられない光景だね」と述べている。また、tetsuyaは「ラルク史上最大規模のツアーだから印象に残っています」と2021年のインタビューで述懐している。なお、kenはこのツアーで訪れた会場の景色をイメージし、ツアー直後に「LOVE FLIES」という楽曲を制作している。

## 1999 GRAND CROSS CONCLUSION

### 解説
1999年12月1日発売。発売元はKi/oon Records。
本作品は、全国6都市で全12公演を開催したライブツアー「1999 GRAND CROSS TOUR」から、同年8月22日に東京ビッグサイト 駐車場特設ステージで行った2日目公演のライブの模様を収録したライブビデオである。
フィジカルは通常盤（VHS/DVD）の1形態でリリースされている。なお、本作に収録された公演の模様は、スターTV・香港が最初に立ち上げた中国およびアジアの有料テレビ音楽ネットワーク、channel Vでライブの全編が生中継されているが、本作ではMC部分がほぼ未収録となっている。また、VHS版の初回限定仕様はスケルトンカセット、DVD版の初回限定仕様はスペシャルパッケージおよびスーパーピクチャーレーベル仕様となっている。さらに本作のDVD版に限り、サブアングル映像が収録されており、「snow drop」はメインアングルと異なる映像も収録されている。そして、各メンバーにスポットを当てたサブアングル映像も4曲収録されており、「いばらの涙」はyukihiro、「fate」はken、「虹」はhyde、「Shout at the Devil」はtetsuyaに焦点をあてたアングルになっている。
本作は発売初週となる1999年12月13日付のオリコン週間ビデオチャートで4度目の首位を獲得している。また、オリコン週間DVD総合チャートでは自身初の首位を獲得し、日本レコード協会からプラチナ認定（出荷枚数25万枚以上）を受けている。
2014年2月26日には本作を含む音楽作品18タイトルを収録したBD-BOX『L'Aive Blu-ray BOX -Limited Edition-』が発売され、本作のライブ音源CDも収録された。さらに、同年3月19日には、前述のボックス・セットに収められた本作のBlu-ray Disc版が単体でリリースされた。

### 収録曲
- #6〜#9、#16はDVD版のみサブアングル付き

1. trick
2. HONEY
3. 死の灰
4. It's the end
5. Sell my Soul
6. いばらの涙
7. fate
8. 虹
9. snow drop
10. the silver shining
11. 花葬
12. 浸食 〜lose control〜
13. Caress of Venus
14. HEAVEN'S DRIVE
15. DIVE TO BLUE
16. Shout at the Devil
17. Perfect Blue
18. Driver's High
19. Blurry Eyes
20. Pieces